# ジョージ・ポリア
ジョージ・ポリアあるいはジョージ・ポーヤ（英語: George Pólya, ハンガリー語: Pólya György, 1887年12月13日 – 1985年9月7日）はハンガリー出身のアメリカの数学者。1914年から1940年にはチューリッヒ工科大学の、1940年から1953年まではスタンフォード大学の数学教授を歴任した。組合せ論、数論、数値解析、確率論の基礎となる部分に功績がある。また、ヒューリスティクスと数学教育の分野に貢献した。

## 生涯と研究
彼はオーストリア＝ハンガリー帝国時代のブダペストに、1886年にユダヤ教からカトリックに改宗したアシュケナジムのドイチュ・アンナとポーヤ・ヤカブ夫妻のもとに生まれた。彼は1914年から1940年まではスイスのチューリッヒ工科大学、1940年から1953年まではスタンフォード大学で数学教授を務め、その後は生前ずっとスタンフォード大学の名誉教授であった。彼は級数、数論、解析学、幾何学、代数学、組合せ論、確率といった非常に多くの分野を研究した。

## ヒューリスティクス
彼はその後半生において多大な時間を割いて、人々が問題を解決する方法や、問題を解決する方法を教えあるいは学ぶ方法を明らかにすることに努めた。彼はこれに関して以下の4冊の本を書いている。
- 『いかにして問題をとくか』
- 『数学の問題の発見的解き方』
- 『数学における発見はいかになされるか　第1巻：帰納と類比』
- 『数学における発見はいかになされるか　第2巻：発見的推論―そのパターン』

『いかにして問題をとくか』において、ポーヤは、数学的な問題に限らずあらゆる種類の問題を解決するための一般的なヒューリスティクスを与えている。同書には数学を学ぶ学生に対する助言やヒューリスティクス用語のミニ辞典が含まれている。同書は17か国語に訳され百万冊以上売れた
。ロシアの物理学者ジョレス・アルフョーロフ(2000年にノーベル物理学賞を受賞した)も同書を称賛して、ポーヤの有名な本を読んで私は大変満足していると述べている。同書は算数・数学教育においても言及されている。ダグラス・レナットの制作したAIであるオートメイテッド・マスマティシャンやユーリスコーはポーヤの研究に触発されて作られた。
直接的に問題解決を扱った著作に加えて、ポーヤは1963年にアメリカ国立科学財団の支援を受けて行った研究に基づいて『自然科学における数学的方法』というタイトルの本を書いた。編者としてリオン・ボーデンがつき、アメリカ数学協会から1977年に出版された。ボーデン教授は本にまとめるために、スタンフォードで何度かにわたって行ったポリアの進行を記録したテープを注意深く聞き取った、とポーヤが序文に書いている。また、ポーヤは「本文に書いてあることは有用だろうが、それらは完成した表現だと扱われるべきではないこと」とも序文に書いている。
彼は1985年9月7日、カリフォルニア州
パロ・アルトで死去した。

## 遺産
1969年に産業・応用数学協会はポーヤ賞を設立して、「組合せ論の顕著な応用」と「ジョージ・ポーヤが関心を持ったその他の分野での顕著な功績」に、それぞれ1年おきに賞を与えることとした。1976年にはアメリカ数学協会が「優秀な説明をした記事に対して」ジョージ・ポーヤ賞を与えることが「カレッジ・マスマティクス・ジャーナル」から発表された。1987年にはロンドン数学会が「イギリスにおいて数学の想像力豊かな説明や顕著な功績に際立った創造性を示したものに対して」ポーヤ賞を与えることになった。
数学センターはモスコーのアイダホ大学での彼の業績に因んで名づけられた。数学センターは代数学や微分積分学の問題に関して学生に個人指導することに重点を置いている。

## 著作

### 日本語訳

#### 単著
- G. ポリア 著、柿内賢信 訳『いかにして問題をとくか』丸善、1954年。
  - G. ポリア 著、柿内賢信 訳『いかにして問題をとくか』（追補版）丸善、1975年4月。ISBN 4-621-04593-8。
- ポリア 著、柴垣和三雄 訳『数学における発見はいかになされるか』 〈第1〉（帰納と類比）、丸善、1959年。ASIN B000JB8HR8。NDLJP:1373774。
  - ポリア 著、柴垣和三雄 訳『数学における発見はいかになされるか』 〈第1〉（帰納と類比）、丸善、2000年。ISBN 4-621-02543-0。
- ポリア 著、柴垣和三雄 訳『数学における発見はいかになされるか』 〈第2〉（発見的推論―そのパターン）、丸善、1959年。ASIN B000JB8HQY。NDLJP:2421634。
  - ポリア 著、柴垣和三雄 訳『数学における発見はいかになされるか』 〈第2〉（発見的推論―そのパターン）、丸善、1981年。ISBN 4-621-02601-1。
- ポリア『数学の問題の発見的解き方』 第1巻、柴垣和三雄・金山靖夫共訳、みすず書房、1964年10月。ISBN 4-622-02453-5。
  - G. ポリア『数学の問題の発見的解き方』 1巻、柴垣和三雄・金山靖夫共訳（新装版）、みすず書房、2017年4月。ISBN 4622086050。

- ポリア『数学の問題の発見的解き方』 第2巻、柴垣和三雄・金山靖夫共訳、みすず書房、1967年1月。ISBN 4-622-02454-3。
  - G. ポリア『数学の問題の発見的解き方』 2巻、柴垣和三雄・金山靖夫共訳（新装版）、みすず書房、2017年4月。ISBN 4622086069。

- G. ポーヤ 著、細川尋史 訳『自然科学における数学的方法』シュプリンガー・ジャパン、2007年11月。ISBN 978-4-431-10001-0。

#### 共著
- G.ポリア、R.E.タージャン・D.R.ウッズ 著、今宮淳美 訳『組合せ論入門』近代科学社、1986年9月。ISBN 4-7649-0119-6。
- G.H.ハーディ、J.E.リトルウッド・G.ポーヤ 著、細川尋史 訳『不等式』シュプリンガー・フェアラーク東京〈シュプリンガー数学クラシックス第11巻〉、2003年10月。ISBN 4-431-71056-6。

### その他
- Pólya, G.; Szegő, G. (2012). Problems and Theorems in Analysis I: Series. Integral Calculus. Theory of Functions. ISBN 978-3-540-63640-3
- Pólya, G.; Szegő, G. (2012). Problems and Theorems in Analysis II: Theory of Functions. Zeros. Polynomials. Determinants. Number Theory. Geometry. ISBN 978-3-540-63686-1

### 注
1. ↑  [ˈpoːjɒ ˈɟørɟ], ポーヤ・ジェルジ[2]あるいはポーヤ・ジョルジ[3]。